# SS St Louis (1929)
El SS St Louis fue un transatlántico alemán que entró en servicio en 1929. Propiedad de la compañía naviera Hamburg America Line (HAPAG), protagonizó un episodio en 1939, capitaneado por Gustav Schröder, cuando trató de encontrar un hogar para más de 900 refugiados judíos, principalmente alemanes, a los que se les había negado la entrada en Cuba, Estados Unidos y Canadá.
Este suceso fue objeto de un libro, El viaje de los malditos, de Gordon Thomas y Max Morgan-Witts. Dicha obra se adaptó al cine en 1976 y se rodó parcialmente en Barcelona. La película recibió el título de El viaje de los malditos en España y Argentina, y El viaje de los condenados en México y Colombia.

## Historia
Construido en los astilleros Bremer Vulkan AG de la ciudad de Bremen para cubrir la línea Hamburgo-América, el St Louis contaba con un sistema de propulsión diésel.
El transatlántico cubrió con regularidad la ruta entre Hamburgo y Halifax, Nueva Escocia (Canadá) y Nueva York, y se utilizó también para realizar cruceros por las Antillas.

### El viaje de los refugiados
El St Louis zarpó desde Hamburgo con destino a Cuba el 13 de mayo de 1939 con un total de 937 pasajeros, de los cuales 930 eran refugiados judíos, principalmente alemanes, que escapaban de la persecución nazi para buscar asilo en Estados Unidos, Canadá y Cuba. 
A poca distancia de la costa cubana, el transatlántico recibió un telegrama que informaba de nuevos problemas con las autoridades cubanas. Así, a su llegada a Cuba, el gobierno de Federico Laredo Brú negó la entrada al territorio cubano a los pasajeros del St Louis, ya fuera en calidad de turistas o como refugiados políticos. No obstante, el gobierno cubano permitió, tras intensas negociaciones, la entrada a quienes pagaran un total de 500 dólares por visado y pasajero, una suma de dinero que la mayoría de los refugiados no tenían. Las demandas del gobierno de Laredo Brú y el desarrollo de las negociaciones provocaron un motín, dos intentos de suicidio y docenas de amenazas. Finalmente, solo 28 (22 judíos, 4 españoles, y 2 cubanos) de los 937 refugiados lograron desembarcar en La Habana.

#### El viaje a La Habana

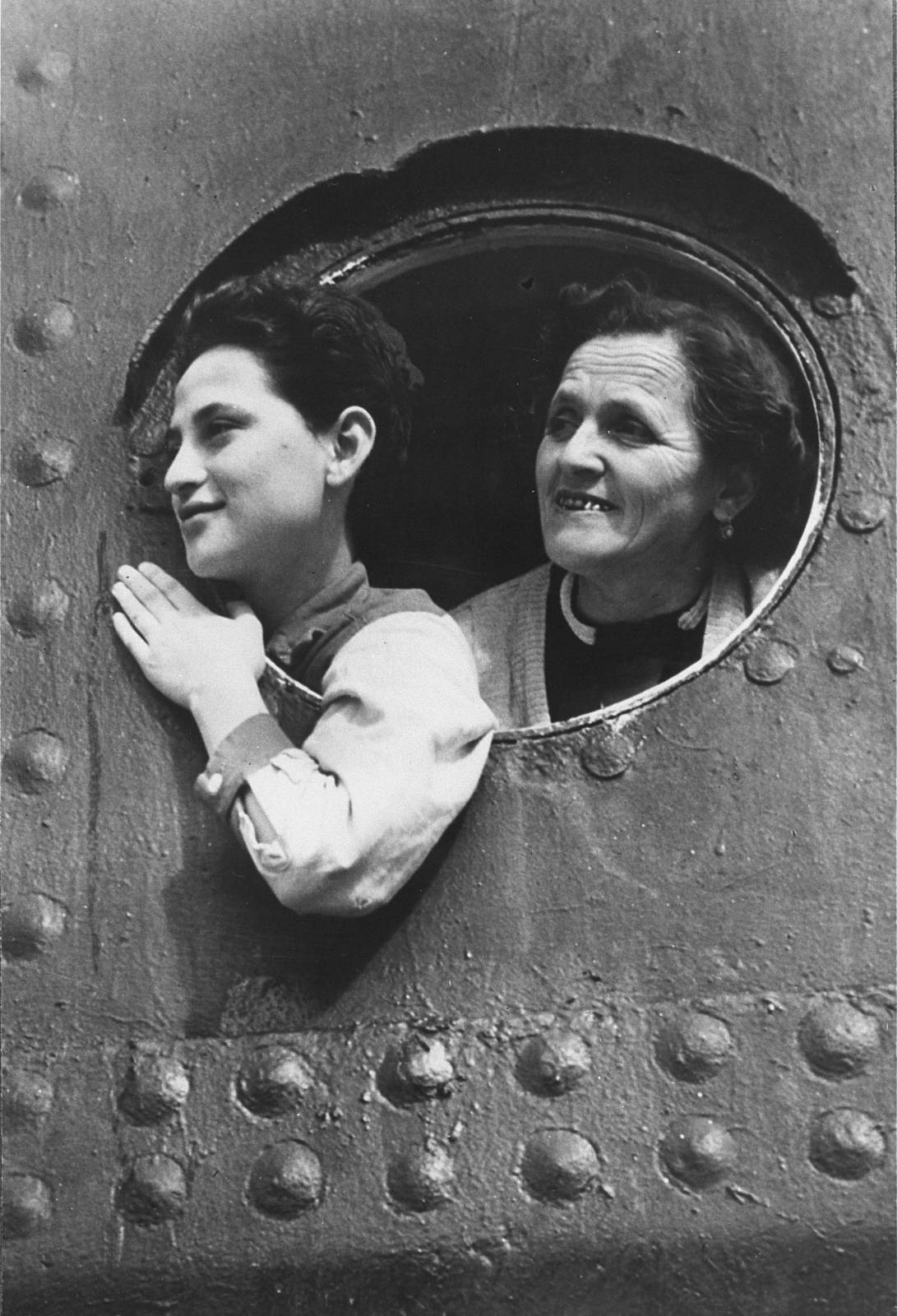
Pasajeros del St Louis a su llegada a La Habana (Cuba).

Los pasajeros embarcaron el 13 de mayo de 1939 con dirección a La Habana, Cuba. Una vez allí, la mayoría de ellos esperaba poder llegar a los Estados Unidos, beneficiándose del sistema de cuotas de entrada de emigrantes vigente en aquella época.
Media hora después de haber zarpado, el capitán recibió órdenes de navegar a toda máquina ya que otros dos navíos, el Flandes y el Orduna, también enfilaban rumbo a Cuba cargados de refugiados de Europa.
El viaje se desarrolló en buenas condiciones. El capitán ordenó a su tripulación que tratara a los pasajeros y refugiados con respeto, como era el caso en los viajes habituales del St Louis.
El 23 de mayo, ya cerca de las costas cubanas, el capitán del barco recibió de forma inesperada un nuevo telegrama que informaba de un posible problema con las autoridades cubanas, que aparentemente se negaban a dar asilo a todos los pasajeros. Rápidamente, el capitán organizó un comité compuesto por pasajeros, juristas y miembros de la tripulación para estudiar la situación y buscar una solución a este problema.

#### El rechazo
En Cuba, ese mismo año de 1939, el gobierno había establecido un decreto ley (Decreto 55) que restringía el acceso a su territorio según el motivo de entrada de cada solicitante, y que distinguía entre dos categorías: los turistas y los refugiados. Al contrario de lo que sucedía con los turistas, los refugiados necesitaban un visado de entrada y pagar 500 dólares con el fin de demostrar que no iban a constituir una carga pública para el Estado cubano.
No obstante, había un fallo en dicho decreto pues no se definía claramente la diferencia entre un turista y un refugiado. El director de emigración de aquel entonces, Manuel Benítez, aprovechándose de aquella situación se dedicó a vender permisos de entrada a los refugiados. A fin de terminar con este tráfico, el presidente de la República, Federico Laredo Brú, hizo aprobar un nuevo decreto (Decreto 937) por el cual quedaban derogados los visados concedidos anteriormente. Como consecuencia, a los pasajeros del St Louis se les negó la entrada a Cuba a pesar de los visados ya otorgados por la embajada de Cuba en Alemania.
Sin embargo, el escritor de origen judío Jaime Sarosky afirma que la verdadera razón de la negativa a la entrada de los refugiados judíos en Cuba fue que las autoridades cubanas actuaron por presiones del Departamento de Estado norteamericano. Cordell Hull, titular de esa secretaría,  y Henry Morgenthau, Secretario del Tesoro, solicitaron a La Habana que se les negara el derecho de asilo a los refugiados con el pretexto de que las cuotas para potenciales emigrantes provenientes de Europa central ya estaban cubiertas en los Estados Unidos.

#### El regreso y el destino de los pasajeros
Después del rechazo de entrada en La Habana, el capitán del St Louis buscó una nueva solución y tomó rumbo a Florida para pedir un nuevo permiso de asilo a las autoridades estadounidenses. El presidente Franklin Delano Roosevelt trató de acoger a una parte de los pasajeros, pero nuevamente la oposición vehemente del Secretario de Estado, Cordell Hull, y de los demócratas del sur lo impidieron, llegando incluso a amenazar a Roosevelt con retirarle el apoyo en las elecciones de 1940 que se avecinaban.
El 4 de junio, el gobierno de los Estados Unidos prohibió al St Louis, que esperaba una respuesta anclado entre Florida y Cuba, la entrada en territorio norteamericano. 
El 5 de junio se hizo un intento desesperado, esta vez con Canadá, pero nuevamente recibieron una respuesta negativa del gobierno de dicho país. Ante la imposibilidad de continuar buscando asilo entre los países vecinos, la situación de casi amotinamiento, los intentos de suicidios entre los pasajeros, la falta de comida, agua y atención médica que ya se hacía sentir, y otras agravantes, el capitán Gustav Schröder tomó la decisión de regresar a Europa.
Durante el trayecto de regreso, el American Jewish Joint Distribution Committee intentó buscar una solución entre los países europeos. Bélgica, Reino Unido, Francia y los Países Bajos aceptaron repartirse por cuotas parte de los pasajeros. El St Louis llegó a Amberes, ciudad desde la cual los pasajeros fueron enviados a su destino final.